# 平田三郎
平田 三郎（ひらた さぶろう、Peter Saburo Hirata, P.S.S., 1913年7月23日 - 2007年8月5日）は、日本のカトリック教会聖職者。カトリック大分司教区初代司教およびカトリック福岡司教区第4代司教を務めた。洗礼名は「ペトロ」。

## 生涯
1913年7月23日（戸籍では8月18日）、福岡県三井郡北野町（現久留米市）で熱心なカトリックの平田卯太郎とチカの3男として生まれ、今村教会で受洗。海星中学校から東京大神学校哲学科に進学。
1935年からフランス・パリのサンスルピス大神学校とカトリック大学で学び、1939年6月29日にパリのノートルダム大聖堂でジャン・ヴェルディエ枢機卿により司祭に叙階。第二次世界大戦勃発時には司祭不足のためパリ近郊で司牧し、修練を終えた1940年に日本海軍の軍艦で帰国。1941年から福岡サン・スルピス大神学院教授を務めた。1962年1月10日、教皇ヨハネス23世により宮崎知牧区が大分教区に昇格となり、初代司教に任命された。同年3月26日、駐日教皇公使ドミニコ・エンリッチ大司教司式、長崎大司教区山口愛次郎大司教及び福岡司教区深堀仙右衛門司教の司式補佐により、大分教会で司教に叙階された。
1969年12月2日、教皇パウロ6世は深堀仙右衛門司教の定年による引退を受理。後任として福岡教区司教に任命され、1970年1月23日に大名町教会で着座式が行われた。福岡教区教区長として、大名町教会の建て替えや、多くの教会建設を手掛けた他、カトリックとプロテスタント共同で行われた聖書翻訳に共同訳聖書共同議長として関わった。
1990年10月28日に定年で教区長を退任し、2000年から聖母訪問会新田原修道院で静養。2007年8月5日に肺炎により行橋市新田原聖母病院で死去。享年94。8月7日に大名町教会で葬儀ミサが捧げられた。